# Nehoda ponorky Titan

Mapa trasy lodi MV Polar Prince, která dopravila ponorné plavidlo Titan k vraku Titanicu (zakroužkováno) z newfoundlandského St. John's

Nehoda ponorky Titan (ve skutečnosti ponorného plavidla), kterou provozovala společnost OceanGate, se stala 18. června 2023 v mezinárodních vodách severního Atlantského oceánu u pobřeží kanadského ostrova Newfoundland. Ponorné plavidlo bylo s pěti lidmi na palubě na turistické výpravě k vraku Titanicu, který se nachází v hloubce 3800 metrů. Dne 22. června 2023 byly nalezeny trosky na hladině i na mořském dně asi 500 metrů od přídě vraku Titanicu a bylo oznámeno, že posádka zahynula.

## Nehoda
Ke ztrátě komunikace s ponorným plavidlem došlo v neděli 18. června 2023 jednu hodinu a 45 minut po ponoru k vraku. Předpokládalo se, že pokud by bylo ponorné plavidlo neporušeno, odhadovaná čtyřdenní zásoba vzduchu by vydržela do poledne 22. června 2023 středoevropského času. Pátrání a záchranu prováděl mezinárodní tým, jehož součástí je pobřežní stráž Spojených států, námořnictvo Spojených států amerických, kanadská pobřežní stráž a kanadské ozbrojené síly. Plocha pátrání odpovídala zhruba rozloze Belgie.
Okamžitě se do pátrání zapojil ledoborec Polar Prince provozovaný firmou OceanGate, který ponorné plavidlo Titan na její cestě doprovázel. Spojené státy a Kanada vyslaly obratem na záchranu ztraceného plavidla nejméně jednu ponorku, několik letadel a sonarových bójí. K pátrání se připojila loď Deep Energy, která se používá k pokládání potrubí podél oceánského dna, a komerční plavidlo Skandi Vinland. Ve středu ráno pátrací tým posílily lodě kanadské pobřežní stráže CCGS John Cabot a Atlantic Merlin. Pátrání se účastnilo také francouzské průzkumné zařízení Victor 6000, které je schopné se ponořit až do hloubky 6000 metrů. Dále se přidal hlubokomořský záchranný systém FADOSS (Flyaway Deep Ocean Salvage System), což je zdvihací zařízení amerického námořnictva navržené pro operace v oceánských hlubinách. Ve čtvrtek se počet pátrajících plavidel zdvojnásobil na deset.
Dne 22. června 2023 americká pobřežní stráž oznámila, že pětičlenná posádka pohřešovaného ponorného plavidla Titan je po smrti: „V oblasti, kde po pohřešované ponorce pátrají dálkově řízená plavidla, byly nalezeny trosky.“ Titan implodoval a nikdo nepřežil. Trosky na mořském dně asi 500 metrů od přídě Titanicu objevilo kanadské dálkově řízené plavidlo Horizon Arctic. Zvuk imploze byl zachycen již v neděli v době ztráty komunikace s ponorkou podmořskými mikrofony systému SOSUS (pasivní sonar) amerického námořnictva, který má původ v době Studené války a byl vytvořen v 50. letech 20. století ke sledování sovětských ponorek v hlubinách Atlantského oceánu. Režisér James Cameron, který natočil film Titanic, o implozi napsal již v pondělí, přičemž zmínil, že o silném zvuku, který mohl znamenat implozi ponorného plavidla, se dozvěděl již v neděli asi hodinu a půl po ztrátě spojení s Titanem, protože v oblasti jsou výzvědné a výzkumné akustické sítě.
Titan neměl černou skříňku, takže ani pohyb plavidla před nehodou ani činnost posádky v době nehody nemusí být nikdy zjištěny. Možné příčiny nehody budou zjišťovány po vyzdvižení dostupných trosek. Americká pobřežní stráž uvedla, že v nich byly zřejmě nalezeny lidské ostatky.
V červnu 2024 sdělil vedoucí týmu vyšetřovatelů nehody, že záznam z údajného zmatku na palubě byl falešný.
Podle výsledků vyšetřování zveřejněných v srpnu 2025 byla hlavním důvodem nehody ponorky špatná koncepce stroje a jeho problematická konstrukce.

## Ponorné plavidloTitan

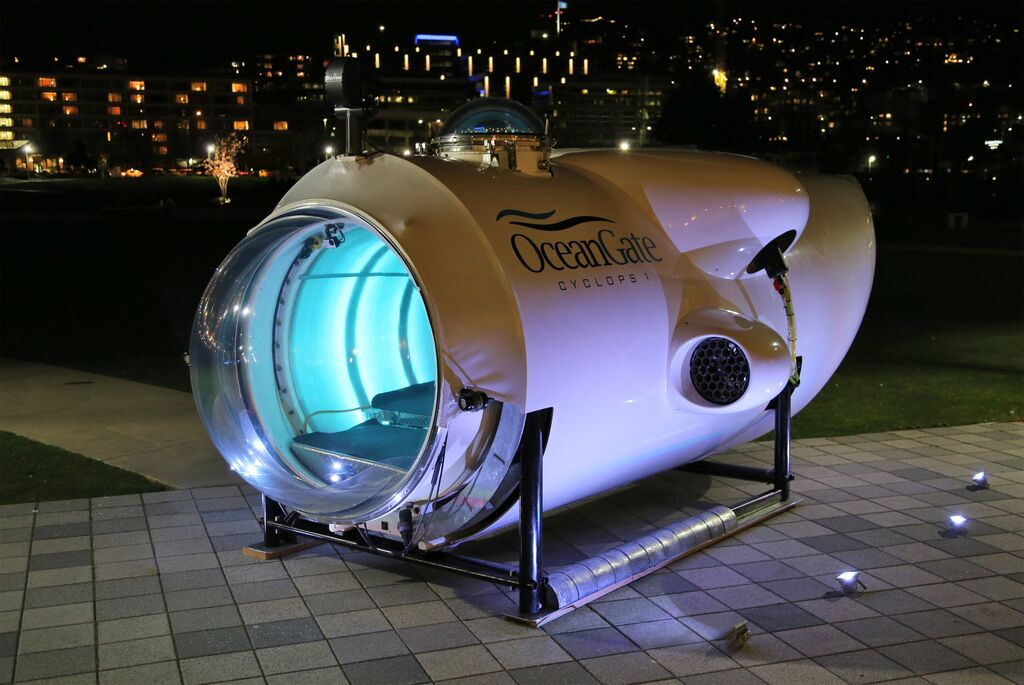
Cyclops 1, předchůdce Titanu. Průměr okna Titanu činil 380 mm.

Titan bylo ponorné plavidlo pro pět osob provozované společností OceanGate. Podle firmy bylo navrženo tak, aby se ponořilo až do hloubky 4 000 m. Jeho délka činila 6,7 m a vážilo 10 432 kg. Vyrobeno bylo z uhlíkových vláken (značně levnějších, než ocelový trup) a z titanu. V hloubce pod 1000 metrů je v moři teplota kolem 2 až 3 °C.
Podle OceanGate plavidlo obsahovalo systémy, které nepřetržitě monitorovaly pevnost trupu. Disponovalo zásobou kyslíku pro pět členů posádky po dobu 96 hodin. Ponorné plavidlo nemělo navigační systém; podpůrná loď, která monitorovala polohu ponorného plavidla vzhledem k jeho cíli, mu posílala textové zprávy s informacemi o vzdálenostech a směrech.
Titan měl sedm záložních systémů, které sloužily k jeho návratu na hladinu v případě nouze. Některé systémy byly navrženy tak, aby fungovaly, i kdyby byla celá posádka ponorného plavidla v bezvědomí, např. pytle s pískem držely háky, které se po určitém počtu hodin ve vodě měly rozpustit a plavidlo vyplavat na hladinu.

## Oběti
- Shahzada Dawood, britsko-pákistánský obchodník
- Suleman Dawood, 19letý syn obchodníka
- Hamish Harding, britský podnikatel a miliardář, letec a vesmírný turista[22]
- Paul-Henri Nargeolet, bývalý fregatní kapitán francouzského námořnictva, potápěč, pilot ponorek, člen Francouzského institutu pro výzkum a využití moře (IFREMER)
- Stockton Rush, generální ředitel a zakladatel společnosti OceanGate, Inc.[23]

## Bezpečnostní rizika
Titanu se před nehodou podařilo dosáhnout hloubky Titanicu pouze ve 13 z 90 ponorů, tedy ve 14 % případů. Podle webu Insider to uvádí dokument, kterým se společnost OceanGate zprošťovala odpovědnosti a který museli budoucí pasažéři podepsat.
Více než 30 oceánografů, průzkumníků moří, inženýrů a představitelů firem vyrábějících ponorky už v roce 2018 vyjádřilo obavy, že „experimentální přístup“ firmy OceanGate může vést ke katastrofě. V dopise řediteli firmy Stocktonu Rushovi také poukázali na zavádějící marketing. Firma totiž tvrdila, že ponorné plavidlo dostojí normám stanoveným agenturou pro posuzování rizik DNV nebo je dokonce překročí. Firma však u ní Titan nikdy otestovat nenechala a nezískala tak žádný bezpečnostní certifikát. Její představitelé soudili, že testování každé inovace by zpomalilo proces zavádění nových technologií.. Ve firmě OceanGate proběhla také vlna výpovědí těm, kteří se plně neztotožnili s ideologií jejího ředitele a přeceňovali zjevné bezpečnostní hrozby..
V roce 2022 ředitel firmy Stockton Rush uvedl, že investice do bezpečnosti je nad určitý limit už jen plýtváním. „Jestli chcete jen být v bezpečí, nevylézejte z postele. Nenastupujte do auta. Nedělejte nic,“ uvedl Rush. Byl přesvědčen, že projekt dokáže realizovat bezpečně i při porušení norem. Nedbal přitom ani na předchozí incidenty, které možná rizika připomínaly. Zejména šlo o praskání uhlíkových vláken při interních testech, včetně imploze, která při testech také nastala již v simulované hloubce pod 3000 metrů. V roce 1991 uvázla ruská ponorka Mir v troskách Titanicu a jen díky pokynům ze sesterské ponorky se byla schopná vysvobodit. V roce 1995 byl režisér James Cameron uvězněn v písečné bouři na mořském dně, protože slabé elektromotory nemohly přemoci vodní proudy při pokusu o vynoření. V roce 2000 zanesly mořské proudy ruskou ponorku s novinářem Michaelem Guillenem do lodního šroubu Titanicu, kde ji dočasně uvěznily padající kusy rezavého šrotu.